# (972) Cohnia
(972) Cohnia es un asteroide perteneciente al cinturón de asteroides descubierto el 18 de enero de 1922 por Maximilian Franz Wolf desde el observatorio de Heidelberg-Königstuhl, Alemania.
Está nombrado por el astrónomo alemán F. Cohn (1866-1921).